# Miki Makimura
Miki Makimura (牧村美樹?, Makimura Miki) è un personaggio immaginario e la protagonista femminile della serie manga e anime Devilman, ideato da Gō Nagai. È una ragazza che vive con la sua cotta, Akira Fudo.
Miki è stato interpretata da diversi doppiatori lungo la storia, i primi dei quali sono stati Sumie Sakai nel 1972 e Beatrice Margiotti nell'edizione italiana. Il personaggio è stato accolto abbastanza positivamente nel manga e in Devilman Crybaby, soprattutto per il suo rapporto con il protagonista e l'impatto che ha avuto la sua morte.

## Concezione e sviluppo

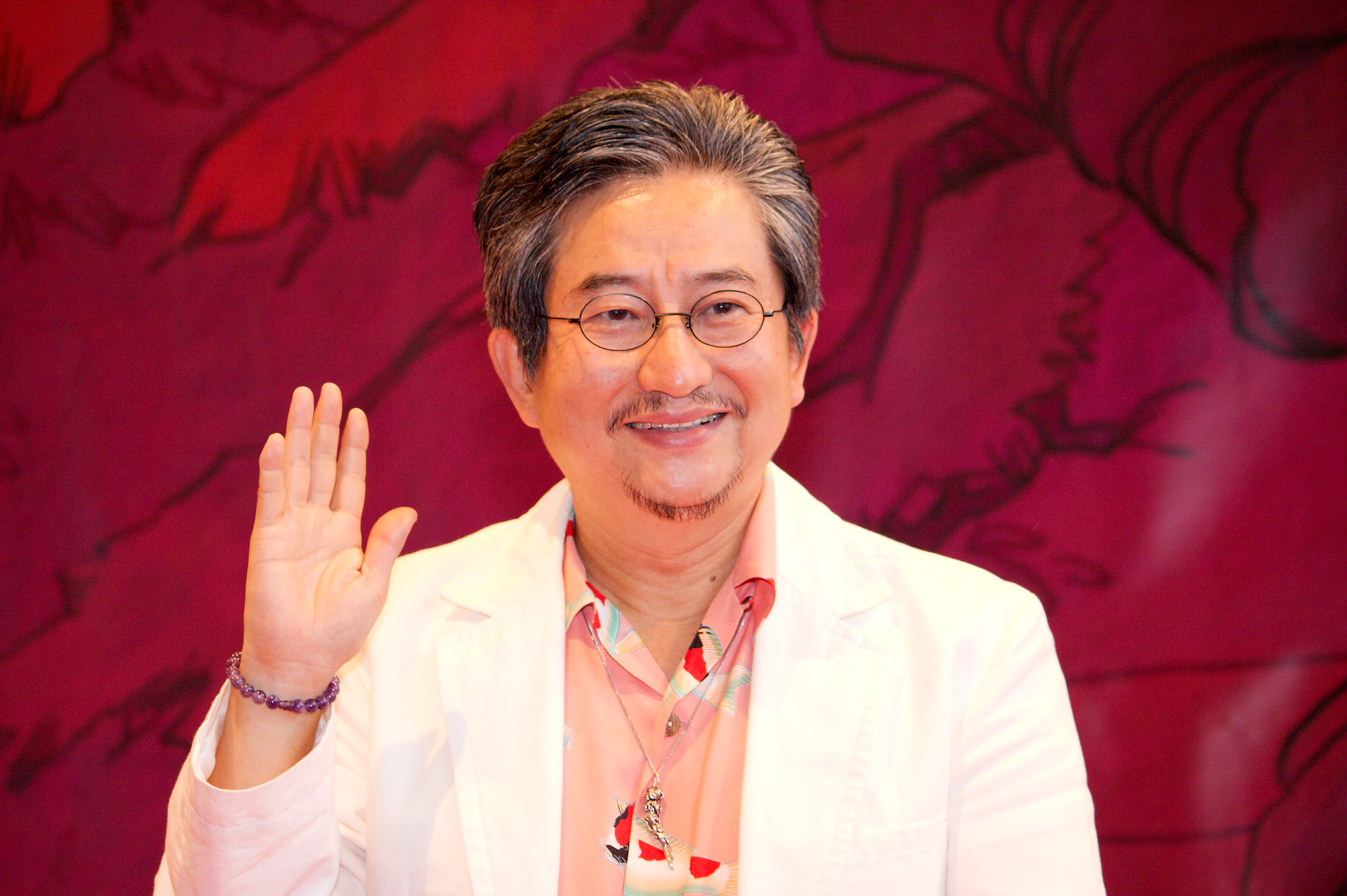
Gō Nagai, l'autore di Miki Makimura, nel 2008.

Gō Nagai ideò Miki Makimura dopo la cancellazione di Mao Dante, come "l'eroina da proteggere" di cui il protagonista, Akira Fudo, è follemente innamorato. A Nagai non piace pianificare l'intera storia fin dall'inizio, ma bensì parte da alcune "idee generali", non conoscendo "il risultato finale finché non completa l'episodio". Persino l'autore rimase stupito quando decise di uccidere Miki, non avendolo pianificato prima, sostenendo che "non aveva intenzione di farla morire, ma non aveva altra scelta". Secondo Nagai, la morte di Miki ha avuto un impatto importante sul protagonista, tanto da simboleggiare la "morte della pace" nel suo cuore. Tale scena venne creata anche per differenziarsi dal classico "eroe che salva la damigella in pericolo", considerato da Nagai "(una scena) troppo ordinaria nei manga".
Kenichi Takeshita, il regista dietro l'OAV di Amon - The Darkside of Devilman, volle esplorare di più il rapporto tra Akira e Miki, anche dopo la morte di quest'ultima, grazie a dei flashback, considerandola la parte più importante della storia.
Lo spin-off Devilman Grimoire altera completamente il personaggio di Miki, dandole un ruolo di protagonista e facendola diventare una strega.
Masaaki Yuasa, durante la produzione di Devilman Crybaby, volle invece esplorare il triangolo amoroso composto da Akira, Ryo e Miki. Il regista volle dare giustizia al personaggio, cercando di adattarlo il meglio che potesse. Yuasa considera la sua morte una delle scene più importanti dell'anime.

## Biografia del personaggio
Miki Makimura è una ragazza che vive a Tokyo insieme al protagonista, Akira Fudo. Miki si lamenta spesso dell'indole timida dell'amico, sostenendo che dovrebbe essere più "duro" con gli altri, essendo un uomo. Dopo la fusione di Akira con Amon, Miki rimane colpita del suo cambiamento di carattere, innamorandosene. Miki verrà attaccata da vari demoni lungo la storia, venendo sempre protetta, inconsapevolmente, dall'amato.
Anche dopo aver scoperto la vera identità di Akira con il filmato di Ryo, Miki non riesce a smettere di amarlo. Una folla inferocita però sfonda le porte e finestre, uccidendo il suo fratellino Tare. Miki cerca di difendersi con dei coltelli e bombe Molotov, ma alla viene uccisa. Akira arriva troppo tardi, vedendo la folla gioire con vari parti del corpo e la testa decapitata di Miki. Dopo aver ammazzato tutti i responsabili, Akira prende la testa dell'amata, tenendola tra le braccia e dandole infine una degna sepoltura.

## Altre versioni

### Anime
Nella serie animata, Miki è la cugina di Akira. In questa versione possiede un forte senso di giustizia, istigando Devilman a comprendere il mondo umano e tradire i suoi ex compagni.

## Altri media
Miki è apparsa in diversi flashback di Amon - The Apocalypse of Devilman. Miki riapparirà brevemente anche nel manga sequel Violence Jack. Infine diventa la protagonista dello spin-off Devilman Grimoire, dove è una strega discendente di Salomone.
Miki è anche apparsa nel crossover Cyborg 009 vs Devilman e Il pazzo mondo di Go Nagai.

## Accoglienza

### Popolarità
Miki è stata accolta positivamente dal pubblico. Jasmine Bonner di CBR la inserisce nella sua lista dei "10 personaggi anime che non hanno ricevuto un lieto fine".

### Critica
Miki ha ricevuto critiche miste nel manga. Rebecca Silverman di Anime News Network l'ha criticata per come rimproveri Akira per non essere un "duro", al supporto di quella che, secondo lei, oggi definiamo "mascolinità tossica". Jason Thompson sempre su Anime News Network ha sostenuto che la scena in cui Akira non riesce a salvare Miki e la sua famiglia è molto impattante, dicendo che è come un vedere "l'incubo di un bambino". Reagan Babbitt di the Horizon ha considerato Miki uno dei personaggi più "amabili" e ha definito la sua morte un finale "straziante". Però l'ha considerata la meno sviluppata del trio. Secondo Flamwenco Girl di Coherent Cats, la morte di Miki sta a simboleggiare come gli umani andranno sempre contro altri, etichettando come "demoni" o "streghe" le persone.
In Devilman Grimoire, il personaggio è stato accolto abbastanza positivamente. Secondo Amy McNulty di Anime News Network Miki è il personaggio più "tridimensionale", tuttavia ha criticato come non provi alcun rimorso dopo aver causato la morte di tre sue compagne di classe, sostenendo che è proprio quello a non renderla un personaggio completo e realistico. Rebecca Silverman invece ha apprezzato il rapporto che ha con Akira, definendola "qualcosa di più" della cotta del protagonista.
In Devilman Crybaby, il personaggio di Miki è stato molto apprezzato. Heather Alexandra e Chris Person di Kotaku hanno apprezzato il rapporto tra Miki e il nuovo personaggio Miki "Miko" Kuroda. La morte di Miki e della famiglia Makimura ha avuto un grande impatto su Alexandra. Ha considerato la scena in cui Miki scappa una delle migliori, sia per la scelta della colonna sonora che per la tragicità. Michael Pementel di Bloody Disgusting ha apprezzato il focus nei primi episodi su Miki. Ha considerato l'episodio della sua morte uno dei più difficili da guardare, sia perché, nonostante tutto, Miki ami ancora Akira, sia perché trova doloroso vedere quella folla inferocita danzare con parti del suo cadavere. Mike Toole di Anime News Network ha apprezzato come, in questa versione della storia, Miki non sembri solo un "espediente narrativo". Toole ha pensato che la relazione con Miko sia stata troppo affrettata. Ha elogiato il doppiaggio di Megumi Han dicendo che la sua interpretazione è "carica di emozioni". Secondo Flamwenco Girl di Coherent Cats, Miki e Miko non sono altro che una suddivisione del personaggio dell'opera originale, con Miki che rappresenta la parte materna e Miko la sessualità di una donna. Secondo Flamwenco, Miki ha una personalità completamente diversa dal manga, definendola una pacifista. Ha elogiato il rapporto che i due personaggi hanno. Lilia Hellal di Rice Digital l'ha definita "un angelo sceso in terra" e la rappresentazione della "speranza" per Akira. Secondo Hellal, Devilman Crybaby non sarebbe stato lo stesso senza di lei.

## Influenza culturale
La morte di Miki è considerata una delle più scioccanti e macabre degli anime.
Secondo Daniela Reina di DrCommodore, Miki potrebbe aver influenzato il personaggio di Caska di Berserk, trovando soprattutto analogie con il trauma subito da Caska durante l'eclisse e il rapporto con il protagonista, simile a quello con Akira Fudo, che a sua volta potrebbe aver influenzato Gatsu. Miura non si è espresso al riguardo, ma in un'intervista ha sostenuto che ha creato Berserk "mischiando tutto quello che gli piaceva".